# Warner Communications
Warner Communications Inc. a fost o companie americană de divertisment fondată în anul 1972 de Steve Ross. Compania a evoluat de la un studio de film până la un gigant media.
În ianuarie 1990, Warner Communications a fuzionat cu Time Inc., formând compania Time Warner.

## Istorie
Pe 10 februarie 1972, activele de divertisment ale Kinney National Company s-au reîncorporat ca Warner Communications datorită unui scandal financial implicând fixarea prețurilor în operațiunile sale de parcare. Warner Communications a servit drept compania părinte a Warner Bros. Pictures, Warner Music Group (WMG), Warner Books și Warner Cable în timpul anilor 1970 și 1980. Ea a mai deținut și DC Comics și revista Mad. Divizia europeană de publicație, care a produs reviste și benzi desenate, a fost cunoscută ca Williams Publishing; datorită unei achiziții anterioare (de la Gilberton World-Wide Publications), a avut brațe de limbă europeană în Regatul Unit, Danemarca, Finlanda, Franța, Germania, Italia, Țările de Jos, Norvegia, și Suedia. Majoritatea acestor edituri au fost vândute în jurul anului 1979.
Compania a realizat o mulțime de achiziții ulterioare. În 1979, Warner a format un parteneriat cu compania de carduri de credit American Express numit Warner-Amex Satellite Entertainment. Această companie a deținut canale prin cablu precum MTV, Nickelodeon, The Movie Channel și VH1 (care a fost lansat în 1985 în spațiul de canal părăsit de Cable Music Channel al Turner). Warner a cumpărat jumătatea lui American Express în 1984 și a vândut afacerea anul următor la iterația originală a Viacom, care a redenumit-o MTV Networks (cunoscută acum ca Paramount Media Networks). În 1982, Warner a cumpărat Popular Library de la CBS Publications.
La mijlocul până la sfârșitul anilor 1980, Warner a început să înfrunte dificultăți financiare. Din 1976 până în 1984, Warner Communications a deținut Atari, Inc., dar a suferit pierderi substanțiale datorită prăbușirii pieței jocurilor video din 1983, și a desprins-o în 1984. Profitând de situația financiară a Warner Communications, Time Inc. a anunțat pe 4 martie 1989 că cele două companii o să fuzioneze.
În timpul verii lui 1989, Paramount Communications (atunci Gulf+Western) a lansat o ofertă ostilă de 12,2 miliarde de $ să achiziționeze Time Inc. într-o încercare de a opri un acord de fuziune de schimb de acțiuni între Time Inc. și Warner Communications. Time Inc. și-a ridicat oferta la 14,9 miliarde de $ în numerar și stoc. Paramount a răspuns prin depunerea unui proces la o instanță din Delaware pentru a bloca fuziunea Time Warner. Instanța a decis de două ori în favoarea Time Inc., forțând Paramount să renunțe atât la achiziția Time Inc. cât și la proces, și permițând celor două companii să fuzioneze, care a fost completată pe 10 ianuarie 1990.